# Donośność pocisku

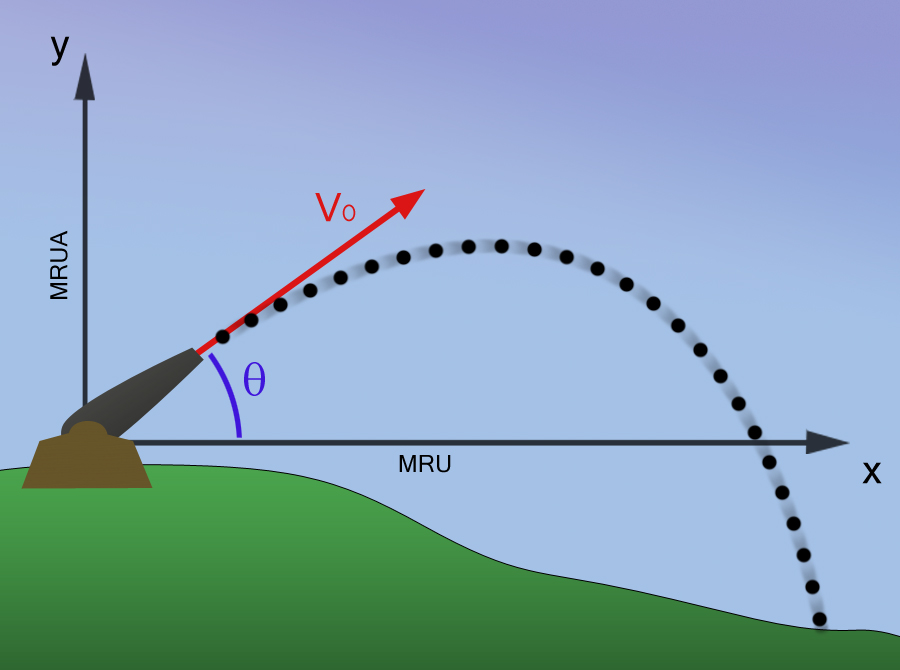
Donośność pocisku

Donośność pocisku – odległość od punktu wylotu (startu) do miejsca (punktu) upadku pocisku, mierzona w linii prostej poziomej. Zależy ona od takich czynników, jak: prędkość początkowa, kąt rzutu, rodzaj pocisku (współczynnik balistyczny), a także parametrów pracy silnika rakietowego (jeśli występuje). Najczęściej pod pojęciem donośności pocisku rozumie się donośność maksymalną, czyli największą odległość, jaką pocisk wystrzelony z danego rodzaju broni może osiągnąć. Dla broni strzeleckiej wynosi kilkaset do kilku tysięcy metrów, dla dział artylerii polowej do około 30 km, a dla dział artylerii morskiej do 50 km i więcej. Specjalne rodzaje dział umożliwiają strzelanie pociskami podkalibrowymi z oddzielającym się sabotem na odległość do około 100 km. Pociski rakietowe mają znacznie większą donośność (do dziesiątek tysięcy kilometrów). 